# بخش زیدون
بخش زیدون یکی از بخش‌های تابعه شهرستان بهبهان در استان خوزستان  در جنوب غربی ایران است.

## تقسیمات کشوری
- بخش زیدون
- دهستان اسلام آباد
  - شهر سردشت
  - دهستان قلعه کعبی
  - دهستان درونک دهکده تل‌گوینه

شهرها: سردشت